# Parafia Wniebowzięcia Najświętszej Maryi Panny w Mozyrzu
Parafia Wniebowzięcia Najświętszej Maryi Panny w Mozyrzu – rzymskokatolicka parafia znajdująca się w diecezji pińskiej, w dekanacie mozyrskim, na Białorusi.

## Historia
W 1645 do miasta sprowadzono bernardynów, dla których wzniesiono kościół i klasztor pw. św. Michała Archanioła. Po skasowaniu przez władze carskie klasztoru w 1839, świątynia pobernardyńska została kościołem farnym w Mozyrzu. W 1865 w ramach represji po powstaniu styczniowym została ona przejęta przez Cerkiew, której służy do dziś. Następnie kościołem parafialnym była drewniana świątynia pw. Wniebowzięcia Najświętszej Maryi Panny ufundowana w 1616. W latach 80. XIX w. parafia liczyła 5202 wiernych i oprócz mozyrskiej świątyni liczyła 6 kaplic filialnych w okolicznych miejscowościach.
W podmiejskiej Kimbarówce (obecnie część Mozyrza) znajdował się klasztor cystersów ufundowany w 1711. Kościół był bogato uposażony przez królów polski Augusta II i Augusta III. W 1744 założono tu klasztor cystersek i wymurowano kościół.
Klasztory cysterskie zostały zamknięte w czasach carskich. W klasztorze cystersów za cara mieściła się fabryka zapałek, a w okresie komunizmu fabryka mebli. Komuniści zabudowali magazynami przyklasztorny cmentarz. W 2010 kompleks poklasztorny zakupił lokalny przedsiębiorca Alaksandr Baranou, który postanowił odnowić kościół, a w budynkach dawnego klasztoru ufundować centrum kulturalne.
W 1885 r. klasztor cystersek zajęły mniszki prawosławne, a kościół przekształcono w cerkiew. W czasach radzieckich świątynię zaadaptowano do celów świeckich. Po II wojnie światowej w kościele umieszczono sierociniec, a następnie szkołę muzyczną. W budynku klasztoru urządzono internat, od lat osiemdziesiątych działał tu ośrodek wioślarski. W 1990 roku kościół wraz z klasztorem zwrócono katolikom. Przybyły z Polski ks. Józef Dziekoński rozpoczął odbudowę i remont zdewastowanej świątyni. W 1995 roku kościół został na nowo wyświęcony przez kardynała Kazimierza Świątka.